# 吳錡 (光緒進士)
吳錡，江西省撫州府宜黃縣人，清朝政治人物、進士出身。
光緒十六年（1890年），参加光緒庚寅科殿試，登進士二甲81名。同年五月，著主事，分部学习。其他資料可查看[清代朱卷集成卷71]。